# HD 152082
HD 152082，又名CP-63 4032，SAO 253734、HR 6253，是一颗恒星，视星等为6.02，位于銀經326.67，銀緯-12.31，其B1900.0坐标为赤經16h 46m 4.7s，赤緯-63° -12.31′ 12″。